# Watsonia fourcadei
Watsonia fourcadei är en irisväxtart som beskrevs av J.W.Mathews och Harriet Margaret Louisa Bolus. Watsonia fourcadei ingår i släktet Watsonia och familjen irisväxter. Inga underarter finns listade i Catalogue of Life.